# Jutulhogget
Jutulhogget er en 2,4 km lang kløft i Alvdal og Rendalen kommuner i Innlandet fylke (tidligere Hedmark) i Norge. Det er en af Nordeuropas længste kløfter. Den ligger 20 km syd for Alvdal og munder ud i Hoggtjern ved Tyslafloden. Den strækker seg over 2,4 kilometer og er på sit dybeste 240 meter. Bredden varierer fra 150 til 500 meter. I 1880 beskrev geolog Hans Henrik Reuch Jutulhogget i Almuevennen (ugeblad til Oplysningens Fremme blandt Menigmand): "Denne dal som vel er det mærkeligste, om den end ikke tør regnes for den mest storartede i vort land." Det er sandsynligvis også et af de mest besøgte naturområder i Østerdalen. Man regner med 20-30.000 besøgende årligt. 

## Dannelsen
Ved slutningen af sidste istid dannede smeltevandet en enorm sø nord i Østerdalen. Søen blev kaldt Nedre Glomsø. Lidt af dens strandbred kan stadig ses højt oppe på bjergskråningerne i Østerdalen. Søen var ti gange så stor som Norges største sø i dag, Mjøsa, og strakte sig fra Barkald syd for Alvdal til nord for Røros. Isen i dalene lukkede for vandets naturlige afløb mod syd. Glomma flød i stedet mod nord og ud i Trondheimsfjorden. Men for omkring 10.000 år siden brast isdæmningen. Nedre Glåmsø strømmede mod øst og gravede Jutulhogget ud. Enorme mængder af sten, grus, sand og ler blev revet løs af de vilde vandmasser og blev liggende tilbage fra Rendalen og helt ned til Romerike nord for Oslo. Vandmasser svarende til 70 gange Niagarafaldene skyllede ned gennem Østerdalen i den største oversvømmelse i Norge nogensinde.

## Sagnet om de to jutuler
I sagnet om Rendalsjutulen forlyder det, at det var ham, der huggede kløften for at føre Glomma over i Rendalen. Det blev han forhindret i af Glåmdalsjutulen, der slog ham ihjel. 